# Municipio Sicaya
Das Municipio Sicaya ist ein Verwaltungsbezirk im Departamento Cochabamba im südamerikanischen Anden-Staat Bolivien.

## Lage im Nahraum
Das Municipio Sicaya ist eines von drei Municipios der Provinz Capinota. Es grenzt im Westen und Süden an die Provinz Arque, im Osten an das Municipio Capinota und im Norden an die Provinz Quillacollo.
Der zentrale Ort des Municipios ist Sicaya mit 857 Einwohnern im zentralen Teil des Municipios. (Volkszählung 2012)

## Geographie
Das Municipio Sicaya erstreckt sich entlang des Mittellaufs des Río Arque und liegt zwischen dem bolivianischen Altiplano im Westen, der Cordillera Central im Süden und der Cordillera Oriental im Norden und Nordosten.
Das Klima ist ein typisches Tageszeitenklima, bei dem die Temperaturschwankungen zwischen Tag und Nacht deutlicher ausgeprägt sind als die Temperaturunterschiede zwischen Sommer und Winter. Die Jahresdurchschnittstemperatur beträgt etwa 10 °C (siehe Klimadiagramm Arque), die Monatswerte schwanken zwischen 6 und 7 °C im Juni/Juli und 13 °C von November bis Januar.
Die Niederschläge im langjährigen Mittel liegen bei etwa 600 mm und sind gekennzeichnet durch eine winterliche Trockenzeit von Mai bis September und Monatswerten unter 15 mm, und eine sommerliche Feuchtezeit von Dezember bis Februar, in der monatliche Niederschläge zwischen 100 und 150 mm erreicht werden.

## Bevölkerung
Die Einwohnerzahl des Municipios ist zwischen 1992 und 2024 um mehr als die Hälfte angestiegen:
| Jahr | Einwohner | Quelle       |
| ---- | --------- | ------------ |
| 1992 | 2391      | Volkszählung |
| 2001 | 2235      | Volkszählung |
| 2012 | 3740      | Volkszählung |
| 2024 | 3949      | Volkszählung |

Die Bevölkerungsdichte des Municipios bei der Volkszählung von 2024 betrug 35,3 Einwohner/km², der Anteil der städtischen Bevölkerung ist 0,0 Prozent.
Die Lebenserwartung der Neugeborenen lag im Jahr 2001 bei 58,8 Jahren.
Der Alphabetisierungsgrad bei den über 19-Jährigen beträgt 57,4 Prozent, und zwar 72,8 Prozent bei Männern und 39,8 Prozent bei Frauen (2001).
Die Region weist einen hohen Anteil an Quechua-Bevölkerung auf, im Municipio Sicaya sprechen 98,7 Prozent der Einwohner Quechua.

## Politik
Ergebnis der Regionalwahlen (concejales del municipio) vom 4. April 2010:
| Wahl- berechtigte |  | Wahl- beteiligung | gültige Stimmen |  | MAS-IPSP | MSM    |
| ----------------- |  | ----------------- | --------------- |  | -------- | ------ |
| 1.412             |  | 1.280             | 948             |  | 852      | 96     |
|                   |  | 90,7 %            | 74,1 %          |  | 89,9 %   | 10,1 % |

Ergebnis der Regionalwahlen (elecciones de autoridades políticas) vom 7. März 2021:
| Wahl- berechtigte |  | Wahl- beteiligung | gültige Stimmen |  | MAS-IPSP | SOMOS  | SÚMATE | FPV    | UNIDOS.CBBA |
| ----------------- |  | ----------------- | --------------- |  | -------- | ------ | ------ | ------ | ----------- |
| 1.825             |  | 1.588             | 1.392           |  | 1.326    | 24     | 14     | 8      | 8           |
|                   |  | 85,90 %           | 84,46 %         |  | 95,26 %  | 1,72 % | 1,01 % | 0,57 % | 0,57 %      |

## Gliederung
Das Municipio Sicaya untergliederte sich bei der letzten Volkszählung von 2012 in die folgenden beiden Kantone (cantones):
- 03-0703-01 Kanton Sicaya – 12 Ortschaften – 2.579 Einwohner
- 03-0703-02 Kanton Orcoma – 8 Ortschaften – 1.161 Einwohner

## Ortschaften im Municipio Sicaya
- Kanton Sicaya
  - Sicaya 857 Einw.

- Kanton Orcoma
  - Orcoma 584 Einw.